# کلسیپوتریول
کلسیپوتریول (به انگلیسی: Calcipotriol)
نام‌های تجاری: دایونکس (Daivonex) و پسوریامنت
رده درمانی: املاح و مواد ضروری بدن
اشکال دارویی: پماد

## موارد مصرف
کلسیپوتریول یکی از مشتقات صنعتی ویتامین دی است که علاوه بر جبران کمبود این ویتامین اغلب در درمان پسوریازیس به کار می‌رود.

## مکانیسم اثر
کلسیپوتریول یکی از مشتقات صنعتی ویتامین دی است. مکانیسم دقیق تاثیر این دارو در درمان پسوریازیس روشن نیست ولی احتمالاً با اثر بر روی گیرنده‌های ویتامین دی (VDR) در سلول‌های ایمنی T عمل می‌کنند.

## عوارض جانبی
هایپرکلسمی با مصرف موضعی این دارو به ندرت گزارش شده است.